# California State Route 1
La California State Route 1, chiamata anche Pacific Coast Highway o Highway 1, è un'autostrada statale che percorre in direzione nord-sud buona parte della costa pacifica dello Stato della California. È famosa in particolare per le bellezze panoramiche che possono essere osservate percorrendola, e per passare per importanti zone dello Stato americano come, ad esempio, la contea di Los Angeles e quella di San Francisco.
Si estende da Leggett, centro abitato situato a circa 300 km a nord di San Francisco, fino al capolinea meridionale di Dana Point, oltre Los Angeles. In certi punti il percorso è comune con quello della U.S. Route 101, specialmente lungo il Golden Gate Bridge e in un tratto di 87 km tra la contea di Ventura e quella di Santa Barbara.

## Storia
La strada è stata costruita in varie fasi in forma frammentaria.
Desiderosi di una strada che mettesse in collegamento Ventura e Santa Barbara, alcuni sostenitori alla causa iniziarono una raccolta fondi per costruire la cosiddetta Rincon Sea Level Road. I lavori per la realizzazione di questa strada, nella sua primordiale forma, iniziarono nel 1911 e terminarono nel 1913 grazie anche all'intervento economico della State Highway Commission appena formata.

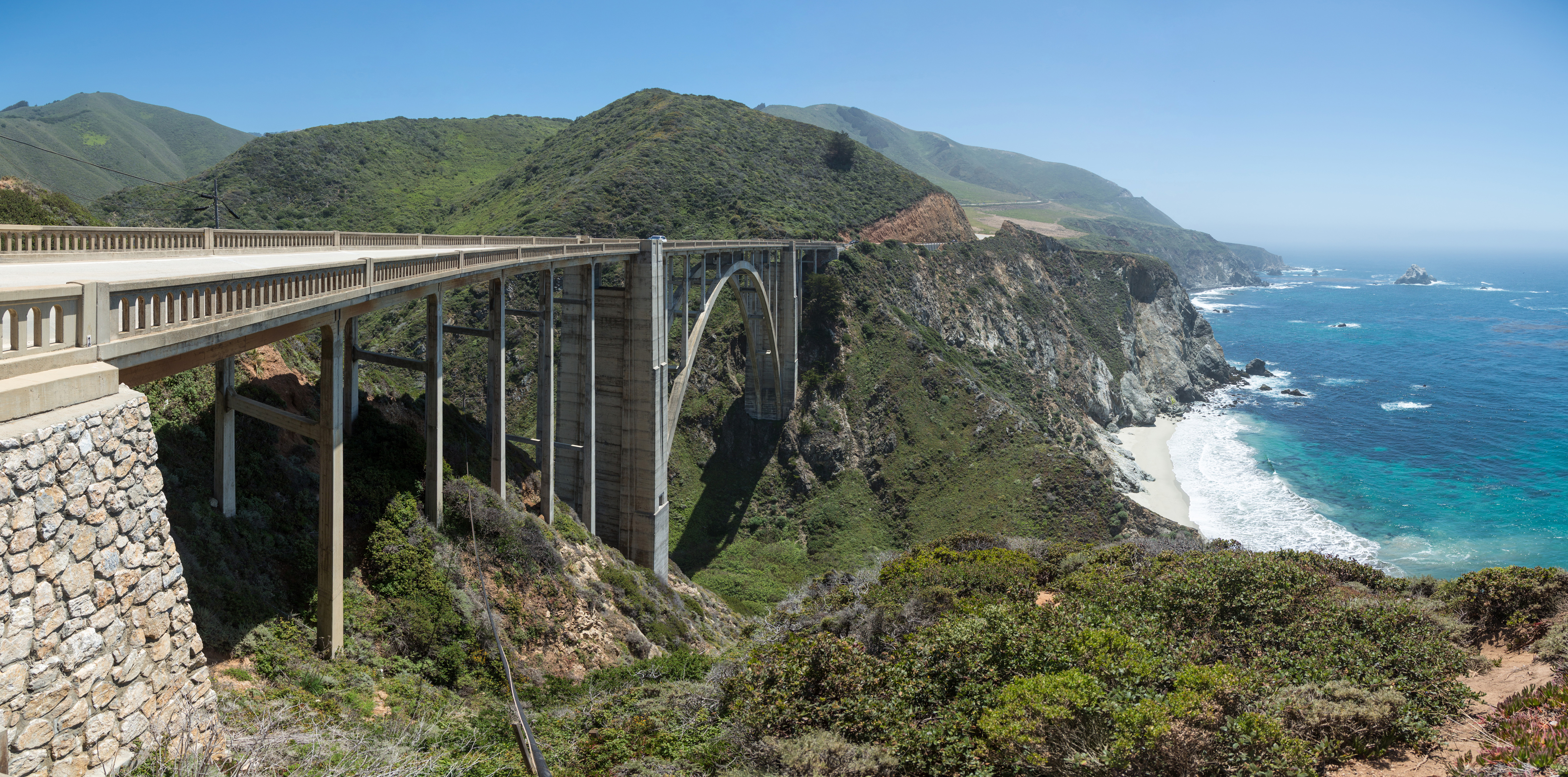
Il Bixby Creek Bridge nel Big Sur

Uno dei tratti più difficoltosi da realizzare fu quello lungo la costa del Big Sur. Lo Stato della California approvò inizialmente la costruzione del tratto da Carmel a San Simeon. Per completare l'opera, nel 1921 gli elettori approvarono l'erogazioni di fondi statali aggiuntivi. Il carcere di San Quintino istituì tre campi di prigionia temporanea per sfruttare il lavoro dei detenuti, in cambio di 35 centesimi di dollaro al giorno e uno sconto di pena. Fu necessaria la costruzione di 33 ponti, il maggiore dei quali era il Bixby Creek Bridge, aperto nel 1932. Inoltre, tra Point Sur e Carmel, furono realizzati 6 ulteriori ponti ad arco in cemento.
A 18 anni di distanza dall'inizio dei lavori, grazie anche ai nuovi fondi stanziati dal New Deal per risollevare il Paese dalla Grande depressione, la strada asfaltata a due corsie fu completata e inaugurata il 17 giugno 1937. Inizialmente fu denominata Carmel-San Simeon Highway o Route 56, ma era comunemente nota con il nome di Roosevelt Highway, in onore del presidente Franklin Delano Roosevelt. Successivamente, grazie a una legge del 1921, fu reso possibile un ampliamento in direzione sud, da San Simeon a Cambria. Nel 1931 la Route 56 fu nuovamente estesa a sud fino a San Luis Obispo.

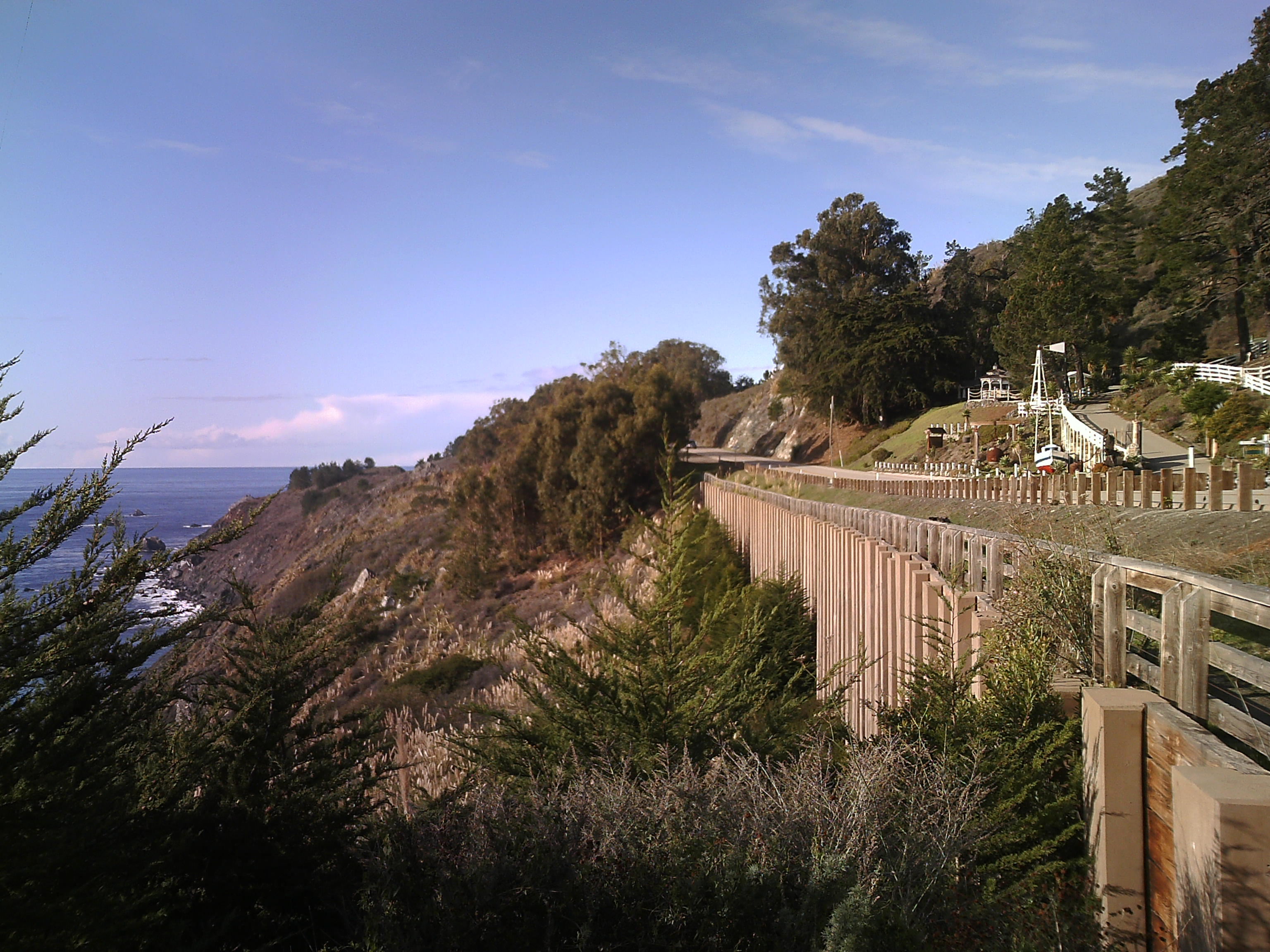
La Highway 1 presso Gorda

Una grande espansione del sistema statale nel 1933 ha portato la Route 56 ad essere estesa in entrambe le direzioni.
In direzione sud è stata aggiunta una seconda sezione, con inizio a Pismo Beach presso l'intersezione con quella che è diventata l'attuale U.S. Route 101 (all'epoca Route 2), attraversando i centri abitati di Guadalupe e Lompoc per poi ricongiungersi sulla stessa Route 2 in prossimità dell'odierna Los Cruces.
In direzione nord, invece, la strada passò per Santa Cruz fino ad arrivare a San Francisco. Diverse parti aggiuntive furono poi costruite a nord di San Francisco in forma discontinua tra loro. Salvo queste eccezioni, il percorso costiero fu completato insieme ad altre sezioni composte dalle Route 1, 2 e 71.
Il percorso della Route 56 lungo Big Sur è stato incorporato nel sistema statale nel 1939. Nel 1964, con la rinumerazione delle strade statali californiane, l'intero percorso prese il nome di Highway 1. Nel 1965 il tratto costiero del Big Sur fu dichiarato State Scenic Highway (il primo dello Stato della California), designazione celebrata ufficialmente un anno più tardi dalla first lady Lady Bird Johnson presso il Bixby Creek Bridge.